# Marie Thérèse Casini
Pour les articles homonymes, voir Casini.
Marie Thérèse Casini (Frascati, 27 octobre 1864 - Grottaferrata, 3 avril 1937) est une religieuse italienne, fondatrice des oblates du Sacré Cœur de Jésus, vénérée comme bienheureuse par l'Église catholique. Elle est fêtée le 3 avril.

## Biographie
À l'âge de 18 ans, Marie Thérèse Casini décide de suivre son désir de vie religieuse. Ainsi, en 1885 elle entre chez les clarisses dans un couvent près de Rome. En 1892, elle s'installe à Grottaferrata et y fonde avec deux compagnes la congrégation des sœurs oblates du Sacré-Cœur de Jésus.
En 1925 elle donne naissance à l’association des 'Petits amis de Jésus' pour encourager les vocations sacerdotales. Dès lors, elle se dévoue pour soutenir l'apostolat des prêtres.
Marie Thérèse Casini meurt le 3 avril 1937.

## Béatification et canonisation
- 1982 : ouverture de la cause en béatification et canonisation.
- 7 juillet 1997 : le pape Jean-Paul II lui reconnaît le titre de vénérable.
- 22 janvier 2015 : François (pape) reconnaît un miracle dû à son intercession et signe le décret de béatification
- 31 octobre 2015 : cérémonie de béatification célébrée sur le parvis de la Cathédrale San Pietro Apostolo de Frascati par le cardinal Angelo Amato au nom du pape.

Elle est fêtée le 3 avril selon le Martyrologe romain.